# 大野ゆか
大野 ゆか（おおの ゆか、1988年8月3日 - )は、日本のAV女優。

## 略歴
2008年10月に『処女喪失 大野ゆか』でAVデビュー。

## 作品

### 着エロ
2008年
- 素人着エロ倶楽部 ゆかちゃん 19才 駿▲予備校生（2008年8月15日、写女）

### アダルトビデオ
2008年
- 処女喪失 大野ゆか（2008年10月13日、MOODYZ）
- 公開アクメLIVE 大野ゆか（2008年11月13日、MOODYZ）
- 介護福祉レディのお仕事 温泉慰安旅行スペシャル（2008年11月18日、SODクリエイト）共演:若月ゆうな ほか
- ADの妹(女子校生)の部屋にこっそり隠しカメラを置いたら予想以上に過激な映像が撮れた! さらに兄貴のカメラで妹達が撮った激ヤバ映像も拝借したら、意外と良いアングルで撮っていたので、思わずその映像も収録しちゃいました。（2008年12月4日、Hunter）共演:三上リオン、芽衣、香椎りこ、青田えみ
- SOD女子社員×大ヒット超人気企画のコラボレーションが今年も実現 2008AVヒットパレード年忘れ特大号!!（2008年12月18日、SODクリエイト）出演:倖田李梨、千堂明菜、南しずか、綾瀬なな、緒方和美、久保田実奈子、矢口ひろな、風谷音緒、東条かれん、坂東ひかり、鈴仲いずみ、安西カルラ ほか

2009年
- チョットそこのお嬢さん見て触って これが野外シコらせの限界! 赤面続出!お千擦り箱くんがイク! 3（2009年1月8日、Hunter）…オムニバス形式作品 出演:麻生亜衣、鈴花、阿部らん、桐島樹莉、三上リオン、並樹ゆりあ、青山れあ、川瀬優希、大沢芽衣、中川あやね、芽衣、伊藤なな、秋山杏奈、峰原ちの、門田まつり、雨宮ゆん、香椎りこ、坂本梨沙、椿みゅう、葉月るい、久我舞、霧島さつき、涼宮ラム、和希美也 ほか

## 成人映画
2009年
- 祇園エロ慕情 うぶ肌がくねる夜（2009年1月30日、オーピー映画）共演:椎名りく、小川真実 ほか[1]

## テレビ
- 背徳の好奇心（MONDO21）